# Julie Chu
Julie Chu (ur. 13 marca 1982 w Fairfield, Connecticut) – amerykańska hokeistka, pochodzenia chińskiego. Występująca na pozycji napastnika w zespole Montreal Stars. Razem z reprezentacją Stanów Zjednoczonych zdobyła pięciokrotnie złoty (2005, 2008, 2009, 2011, 2013) i czterokrotnie srebrny medal (2001, 2004, 2007, 2012) mistrzostw świata. Podczas mistrzostw świata w 2009 roku zdobyła 10 punktów w klasyfikacji kanadyjskiej co dało jej miano najskuteczniejszej zawodniczki turnieju w tej klasyfikacji. Dwukrotna srebrna oraz jednokrotnie brązowa medalistka igrzysk olimpijskich.

## Życie prywatne
Ojciec Chu – Wah urodził się w Kantonie w Chinach. Wah razem z matką przeniósł się do Hongkongu, kiedy miał jeden rok, ponieważ nie chciała aby jej syn dorastał w komunistycznych Chinach. W 1967 wyemigrowali do Nowego Jorku, kiedy Wah miał 16 lat. Krótko po przyjeździe poznał późniejszą żonę Miriam. Miriam jest pół Chinką i pół Portorykanką. Chu ma jedną siostrę o imieniu Christina oraz brata Richarda.
Jako dziecko uprawiała piłkę nożną oraz łyżwiarstwo figurowe.
Chu ukończyła w 2001 roku Choate Rosemary Hall po czym została przyjęta do Uniwersytetu Harvarda, który ukończyła z wyróżnieniem w 2007 roku.

## Kariera hokejowa
Chu jest pierwszą zawodniczką pochodzenia azjatyckiego, która zagrała w reprezentacji Stanów Zjednoczonych. Zadebiutowała w reprezentacji w 2001 roku. Uczestniczyła w zimowych igrzyskach olimpijskich w 2002, 2006, 2010 oraz 2014 roku. W 2007 roku zdobyła Patty Kazmaier Award dla najlepszej zawodniczki grającej w college’u w amerykańskim hokeju na lodzie oraz Bob Allen Women's Player of the Year Award, nagrodę przyznawaną przez USA Hockey. Grając dla drużyny Harvardu, Chu stała się najskuteczniejsza zawodniczką w historii NCAA. W czterech sezonach w których uczestniczyła zdobyła 284 punkty, w tym 197 asyst co również jest rekordem tej ligi. Od 2007 do 2010 roku grała w profesjonalnej drużynie hokejowej Minnesota Whitecaps, które swoje mecze rozgrywa w lidze Western Women's Hockey League. Udział w tej drużynie zakończyła ze zwycięstwem w rozgrywkach o Puchar Clarksona. Od 2010 roku występuje w kanadyjskiej drużynie Montreal Stars uczestniczącej w lidze CWHL. W pierwszych dwóch sezonach razem z zespołem z Montrealu dwukrotnie zwyciężyła w rozgrywce o Puchar Clarksona, zaś w sezonie 2012/2013 wraz z zespołem Stars zajęła drugie miejsce w tych rozgrywkach.